# David Bustamante
David Bustamante Hoyos (San Vicente de la Barquera, Cantabria, 25 de marzo de 1982), también conocido simplemente como Bustamante, es un cantante y compositor español de música pop. Sus ventas totales se estiman en más de dos millones de copias (álbumes, sencillos, ediciones especiales y grabaciones en directo).
Según acreditan los Productores de Música de España (Promusicae) cuenta con quince discos de platino y un disco de oro en ventas de álbumes. Tiene cinco discos de platino y un disco de oro en descargas de canciones originales.  También cuenta con un disco de oro obtenido en Venezuela. Ha realizado más de 1000 conciertos.  Según una encuesta elaborada por la agencia Personality Media en 2016, Bustamante es identificado por el 96% de la población española.
En 2024 presentó su undécimo álbum Inédito.

## Biografía

### 1982-2000: Infancia e inicios artísticos
David Bustamante nació el 25 de marzo de 1982 en San Vicente de la Barquera, Cantabria. Desde pequeño mostró aptitudes para la música. Su primera actuación fue a los doce años al realizar una improvisación en el bautizo de su primo interpretando la canción del grupo Pecos, «Guitarra». Siguió cantando, cursó tres años de solfeo, formó parte de una tuna y comenzó a actuar en concursos regionales, festivales locales y teatros. Posteriormente intentó presentarse al concurso Lluvia de estrellas y se inscribió en el Conservatorio para recibir clases de canto.

### 2001-2003: Salto a la fama y álbum debut
El 22 de octubre de 2001, Bustamante, con diecinueve años, hizo su primera aparición pública en la primera gala del concurso musical Operación Triunfo 2001 (a menudo abreviado OT1) siendo además la primera actuación de la historia del programa.  El 11 de febrero de 2002 fue el tercer ganador con un 18,8 % de los votos —344 336 emitidos del 4 al 11 de febrero entre 102 059 a través de llamadas y 242 277 vía mensajes— y una audiencia de 12,8 millones de espectadores en la ceremonia final, siendo la emisión más vista de un concurso en España. El 25 de mayo de 2002 fue uno de los coristas en la actuación de Rosa López en el Festival de la Canción de Eurovisión 2002 con la canción «Europe's living a celebration», celebrado en el estadio Saku Suurhall Arena de Tallin.
El 22 de mayo fue publicado su primer álbum producido por Miguel Gallardo a través de Vale Music, que fue promocionado con los sencillos «Dos hombres y un destino», «Además de ti» y «El aire que me das». El álbum fue número uno en la lista de ventas en España durante dos semanas consecutivas. Solo en los tres primeros días de lanzamiento superó el medio millón de discos vendidos convirtiéndose en uno de los álbumes más vendidos en una semana en España.

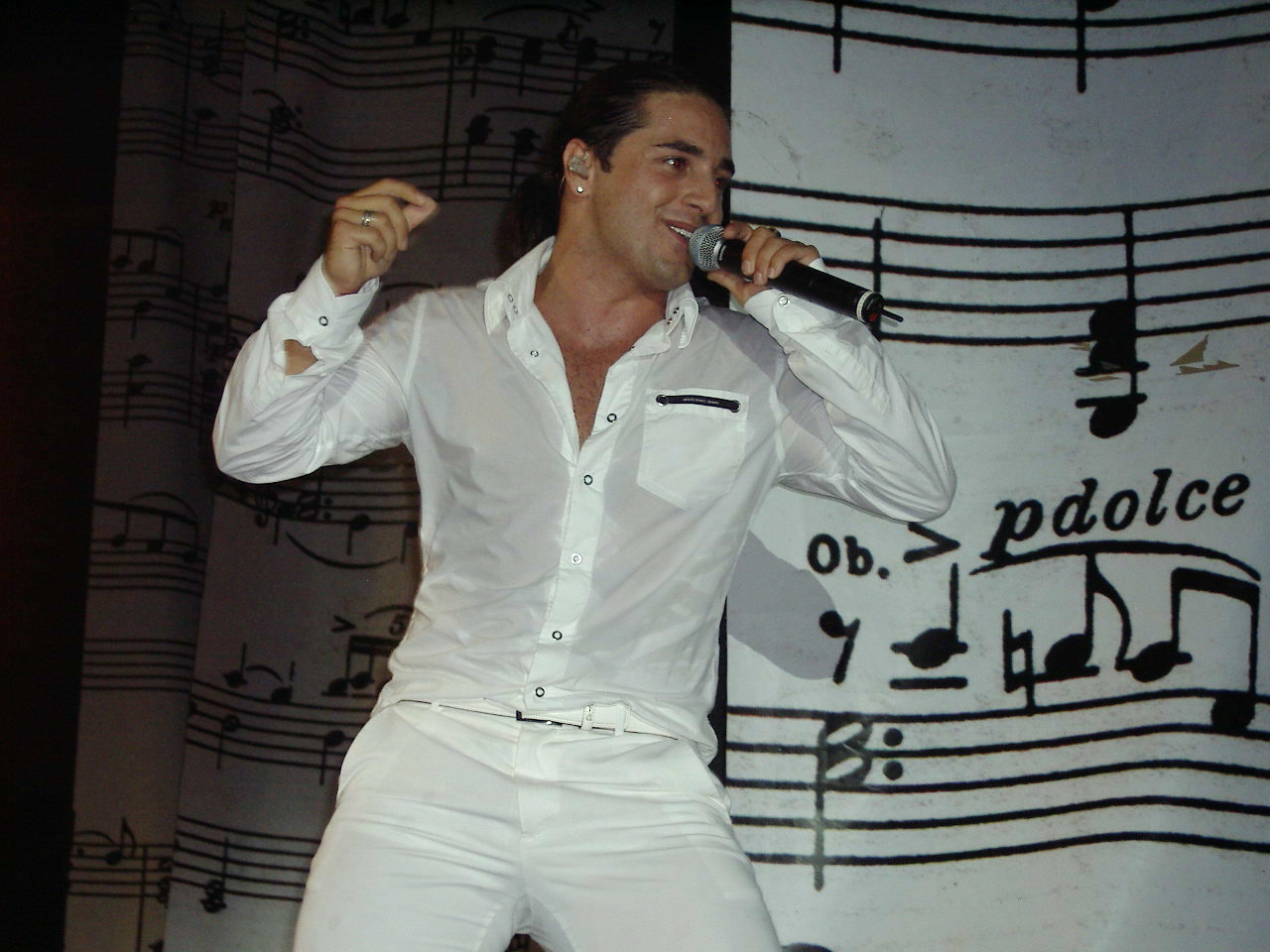
David Bustamante en 2005 en un concierto de su gira Caricias al alma.

El álbum obtuvo una certificación de siete discos de platino de AFYVE, hoy llamado PROMUSICAE. También se posicionó como uno de los más vendidos de 2002 en España. En el disco se incluyen temas compuestos por Miguel Gallardo, Camilo Sesto, Juan Carlos Calderón, Carlos Baute y David DeMaría, para Bustamante. Casi un año más tarde se lanzó una reedición especial del disco: Bustamante: edición especial. Incluye el tema «Perdóname» interpretado a dúo con el cantante Luis Fonsi y un DVD de su concierto en el Palacio de Vistalegre de Madrid, entre otros.
En el verano de 2002 David emprendió una gira por España para presentar su disco junto con Verónica Romero, otra concursante del programa. La gira constó de 80 conciertos aproximadamente. Bustamante participó además en un dúo en el primer álbum de Gisela con la canción «Nuestro mundo». También fue imagen de la campaña de Turismo de Cantabria.
Además, el cantante promocionó por primera vez su música fuera de las fronteras españolas visitando Portugal y Puerto Rico, donde participó en el Festival Internacional de la Bahía en San Juan.

### 2003-2005:Así soy yoyCaricias al alma
Su segundo álbum fue titulado Así soy yo. Producido por el productor Emilio Estefan, fue lanzado al mercado por Vale Music en España en diciembre de 2003 y por Universal Music en Latinoamérica en febrero de 2004. De este álbum se desprenden los singles «Devuélveme el aire» y «Ni una lágrima más». Con este trabajo logró otro número 1 en ventas y un doble disco de platino. El colombiano Carlos Vives participó en los coros de una de las canciones y Bustamante debutó como compositor en uno de los temas.
En 2004 recorrió España haciendo conciertos y posteriormente también América durante varios meses de promoción en países como Venezuela, México, Ecuador, Costa Rica o Puerto Rico. Ese mismo año grabó el tema principal de la telenovela Gitanas de Telemundo.
En 2005 presentó un nuevo álbum titulado Caricias al alma. Grabado en Italia, fue lanzado en España y Latinoamérica en los meses de mayo y agosto respectivamente. Producido por Pablo Pinilla, en él se incluyen los sencillos «Devuélveme la vida» y «Mi manera de amarte». El primero es uno de los temas más populares de su carrera. Caricias al alma fue número 1 en la lista de ventas española durante cuatro semanas consecutivas. Superó la marca del disco de platino y un poco más tarde fue disco de oro en Venezuela. Este año, David volvió a recorrer España en otra extensa gira de conciertos así como también realiza viajes promocionales a América. Visitó nuevamente los países del año anterior y otros como El Salvador, Honduras y Panamá.

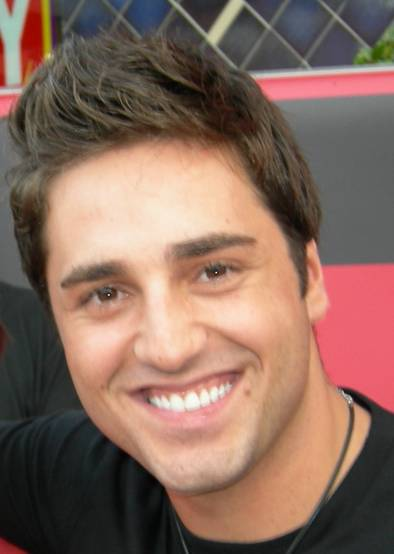
David Bustamante, firma de discos en Barcelona, 2006.

### 2006-2009:PentimentoyAl filo de la irrealidad
En 2006 versionó clásicos de la música latina en su álbum Pentimento, que fue producido por Marcello Acevedo (productor, entre otros, de Chayanne, Julio Iglesias o Paulina Rubio). El álbum también fue número 1 y disco de platino. Bustamante realizó otra gira por España de más de 60 conciertos durante el verano. Los sencillos «Por ella» o «Bésame» fueron los medios tiempos escogidos como singles. El cantante actuó ese año en Rumanía en un viaje promocional.
Bustamante comenzó el año 2007 ganando una edición especial del concurso televisivo Mira quién baila. Además, compuso y grabó una canción al club de fútbol Racing de Santander. A finales del 2007 lanzó Al filo de la irrealidad. El álbum fue disco de oro la primera semana y número 1 dos semanas consecutivas. En cinco semanas consiguió el disco de platino. Producido por Kike Santander, se editó en la mayoría de países de América Latina y en Estados Unidos. Los sencillos «Al filo de la irrealidad» (que da título al disco) y «Cobarde» (su segundo sencillo) tuvieron éxito en radios y ventas digitales. El primero fue disco de oro en descargas de canciones y tonos mientras que el segundo fue triple disco de platino en descargas de canciones y triple disco de platino en tonos originales. La balada «Mi consentida» fue escogida como tercer sencillo.
En la primavera de 2008, Bustamante inició una larga promoción de su disco por Latinoamérica visitando países en los que ya se había dado a conocer y otros como Argentina o Chile en los que era la primera vez que se presentaba. Además, inició su gira por España, que le llevó por más de 65 localidades españolas. Ese año fue galardonado como mejor solista latino en los Premios Orgullosamente Latino (Televisa Networks) de México. El cantante presentó también un videojuego propio para móviles desarrollado por LemonQuest en el World Mobile Congress de Barcelona. Al final del año se lanzó al mercado un DVD con el concierto que tuvo lugar en el Palacio de Deportes de Santander. A principios de 2009, el grupo Endemol Digital presentó la serie documental Bustamante Uno de los nuestros, creada en exclusiva para Internet y telefonía móvil. La serie mostró la vida profesional y aspectos de la faceta personal del cantante durante sus seis meses de gira y promoción. La página web que emitía los capítulos ha recibido hasta la fecha más de 7 millones y medio de visitas. En 2009, tras realizar dos dúos con el cantante argentino Axel (p.j «Celebra la vida») actúa con este en Mar del Plata, Argentina ante más de 100.000 espectadores. En el verano de 2009 emprendió otra gira de conciertos por España como continuación de la gira del año anterior y realizó diversos viajes promocionales a Latinoamérica.

### 2010-2011:A contracorrienteyMío

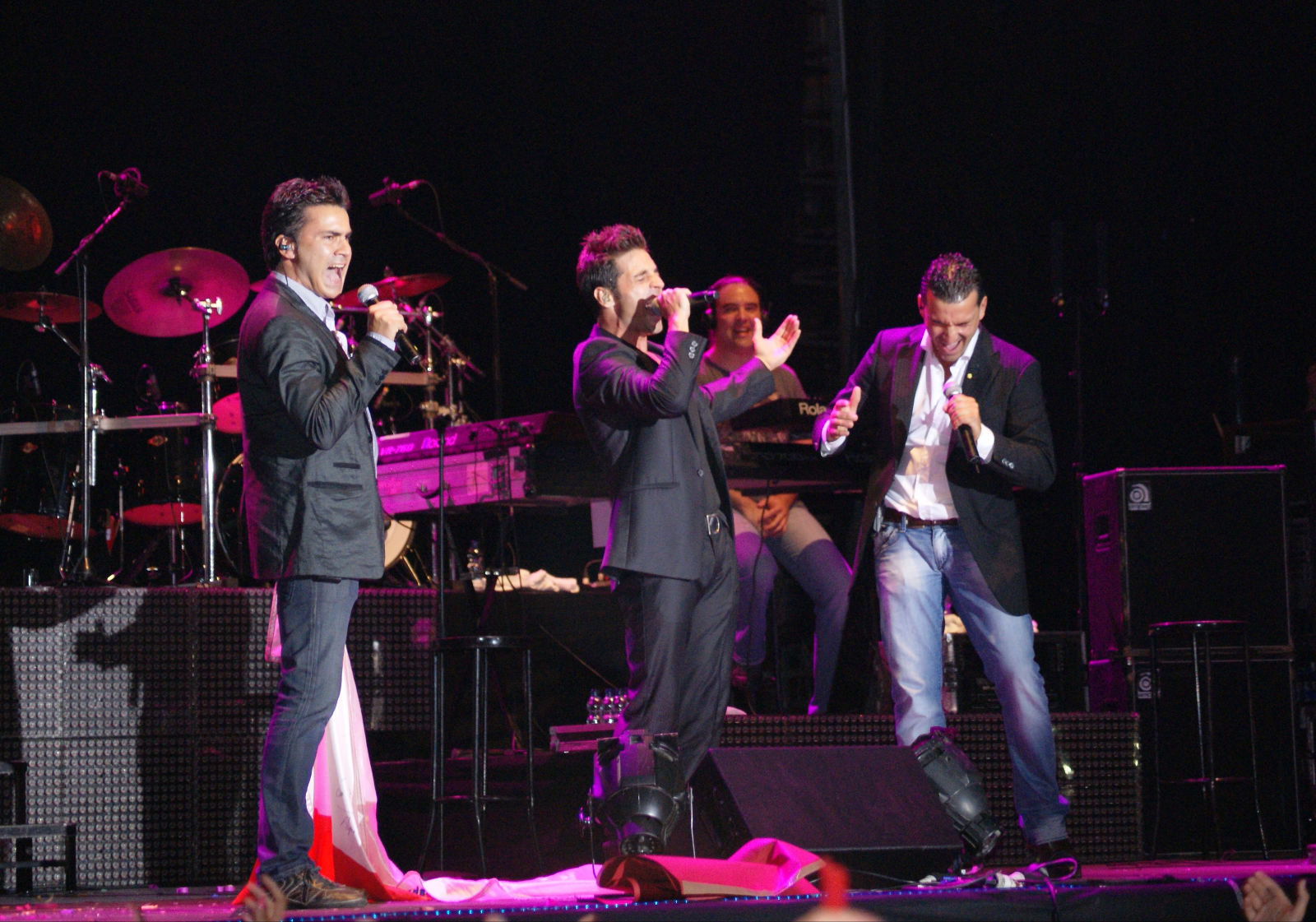
David Bustamante y Tanea en Torrelavega en 2010.

En marzo de 2010 lanzó su sexto álbum A contracorriente. El disco estuvo producido por Kike Santander, Daniel Betancourt, José Luis Arroyave, Rafa Vergara y Rayito. Bustamante volvió a ser número 1 en ventas con disco de oro la primera semana. Poco después alcanzó el disco de platino de nuevo. El disco entró en el puesto número 35 de los álbumes más vendidos en la lista europea de Billboard y fue el décimo álbum más vendido de 2010 en España. A contracorriente fue también uno de los tres discos finalistas en la Gala del Disco del Año de TVE.
El primer sencillo «Abrázame muy fuerte» fue disco de platino en descargas de canciones originales mientras que el rítmico segundo sencillo «A contracorriente» fue lanzado en verano. El videoclip cuenta con Paula Echevarría como protagonista y está inspirado en la película romántica Notting Hill.
El álbum incluye un dúo con Shaila Dúrcal en el tema «No debió pasar» (tercer sencillo del álbum). En la primavera de 2010, David presentó sus nuevas canciones en una gira por los teatros más emblemáticos de España así como en una gira de verano por las principales localidades españolas.  En verano se lanzó un dúo del cantante junto a Tamara en una canción incluida en el álbum Amores de la artista y a finales de año estuvo de promoción con motivo del lanzamiento de la edición especial de A contracorriente. A principios de 2011 inició una nueva gira por teatros de toda España como celebración de sus 10 años en el mundo de la música. Destacan sus actuaciones en el Teatro Coliseum de Madrid o en el modernista Palacio de la Música Catalana de Barcelona, entre otras. Bustamante lanzó también una nueva canción: «Algo así quiero yo» extraída de la banda sonora original de la película Enredados de Walt Disney Company. Compuesta por el oscarizado compositor Alan Menken, en el tema canta junto a Marta Sánchez siendo la canción principal de este filme de animación. David participó también en un episodio de La gira, serie de Disney Channel en España. Este año protagonizó uno de los anuncios que la Fundación Reina Sofía dedicó al Año Internacional del Alzheimer bajo la campaña «Banco de recuerdos» y fue imagen de Nintendo. Durante el verano realizó por España la continuación de la gira del año anterior y participó en el mercado audiovisual MIPCOM en Cannes, Francia.
En octubre de 2011 publicó su séptimo disco de estudio Mío. Masterizado en Estocolmo y Nueva York, el álbum contó con la producción de Mauri Stern (productor de Malú) y Christian Leuzzi (productor de Celine Dion) y fue grabado entre Nashville, Miami o Madrid. El primer sencillo del disco fue el tema «Como tú ninguna» mientras que «Me salvas» fue la balada que sirvió de segundo sencillo. Bustamante volvió a ser finalista en la Gala del Disco del Año. El álbum, que incluye un tercer sencillo a dúo con Pastora Soler, es disco de platino y es el disco más longevo en la carrera del artista pues permanece cerca de 70 semanas entre los más vendidos. Como curiosidades, a finales de año actuó para televisión en el emblemático Disneyland París en Francia y a comienzos del siguiente año tuvo lugar el 'Día Bustamante' en el Teatro Häagen Dasz de Madrid.

### 2012-2013: El número uno yMás mío
En 2012 realizó promoción de su disco y ejerció de jurado en el programa El número uno de Antena 3 junto a Sergio Dalma, Miguel Bosé, Mónica Naranjo, Ana Torroja y Natalia Jiménez. También llevó a cabo una gira por teatros españoles. En el verano boreal actuó en la televisada celebración oficial de la victoria de España en la Eurocopa como ya hizo con la victoria del Mundial de fútbol en 2010 y la anterior Eurocopa en 2008. Posteriormente emprendió una gira veraniega.
Tiempo después presentó la edición especial de su álbum titulada Más mío con temas inéditos e inició una nueva gira que se extendió hasta el comienzo del verano de 2013. Durante estos meses fue también jurado en la segunda edición de El número uno junto a Pastora Soler.
A finales de 2013 protagonizó el anuncio del Sorteo Extraordinario de la Lotería de Navidad de Loterías y Apuestas del Estado junto a otros nombres de la canción como Raphael, Marta Sánchez, Montserrat Caballé y Niña Pastori. Dirigido por el cineasta Pablo Berger, fue al final una campaña viral con millones de visitas en la red.

### 2014-2015:Vivir
En 2014 grabó en México su octavo disco de estudio Vivir. Producido por Mario Contreras, fue lanzado en septiembre de ese año. En él fue compositor de una canción y en otras tres fue coautor. Luis Fonsi y Noel Schajris también escribieron canciones para el álbum. El primer sencillo fue el tema positivo «Feliz» y el segundo sencillo fue la canción que da nombre al disco. Vivir entró al número 1 de ventas en España y fue certificado con disco de oro en su primera semana. Semanas después alcanzó el disco de platino.
Posteriormente actuó junto a Alejandro Fernández en directo en Santander y presentó el proyecto Superwoman en el que colaboró con la Sociedad Española de Oncologia Médica en la lucha contra el cáncer de mama. A través de su canción «A partir de hoy» se realizó un homenaje a ocho mujeres que han luchado contra la enfermedad. Durante las Navidades fue presentador de Fuera de clase, un programa diario de access prime-time en TVE. En la Nochebuena del mismo canal se emitió la gala Bustamante Vivir que contó con la participación de artistas invitados como India Martínez, Sergio Dalma, Marta Sánchez, Pitingo o Chenoa, entre otros.
En 2015 realizó su gira española con más de 50 conciertos. A comienzos de este año fue invitado a la Gala 25 Aniversario de Antena 3 como broche final de la misma. El cantante fue también uno de los intérpretes del concurso de La 1 de TVE, Hit - la canción (en el que varios compositores compitieron por hacer que sus canciones sean un éxito gracias a un cantante conocido). Posteriormente fichó como jurado de ¡Eso lo hago yo! (un concurso para el prime-time de La Sexta) y realizó una gira promocional en Bruselas con motivo del lanzamiento de Vivir en Bélgica, Holanda y Luxemburgo.

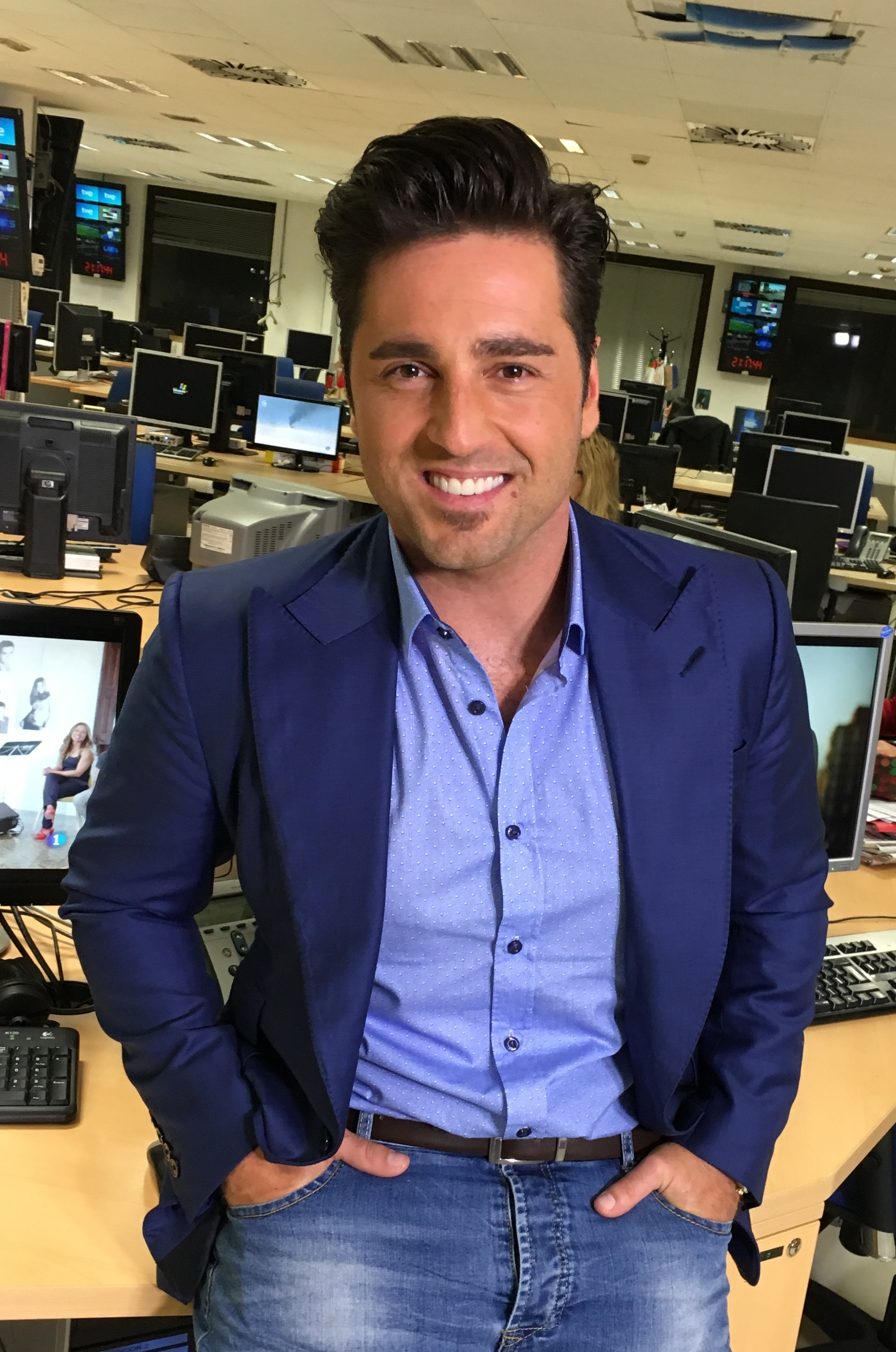
Bustamante en 2016. Redacción de los Servicios Informativos de TVE

En otoño del mismo año presentó David Bustamante: El sueño se hizo realidad, su primera biografía oficial. Durante las Navidades recibió una doble distinción pública en San Vicente de la Barquera siendo nombrado Embajador Honorífico de la Villa. Asimismo, según lo acordado en el pleno del Ayuntamiento, el auditorio municipal de la población pasó a llamarse Auditorio Municipal David Bustamante.

### 2016-2017:Amor de los dos
En 2016 grabó en Los Ángeles su noveno álbum Amor de los dos. Producido por Jorge Avendaño Lührs (Plácido Domingo o Sarah Brightman), el disco contiene grandes clásicos de la música mexicana revisados e interpretados por el cantante así como dúos junto a Alejandro Fernández, Alicia Villarreal y Edith Márquez. El primer sencillo fue el tema «Como yo te amé».
En España, Amor de los dos entró al número 1 de ventas (puesto en el que permaneció dos semanas consecutivas) y fue certificado con disco de oro en su primera semana. En México se situó en el doce de la lista elaborada por AMPROFON con los álbumes más vendidos del país. Con motivo de la acogida de Amor de los dos, la revista estadounidense Billboard le describió, musicalmente hablando, como el clásico latin lover y añadió que es entregado cantando pop latino y adecuado para acompañar veladas románticas con sus baladas.
El lanzamiento de esta producción fue acompañado en Latinoamérica de un DVD de un concierto en vivo grabado en abril en el neoclásico Teatro de la Ciudad de México. Las actuaciones de este directo se encuentran también en el canal de YouTube VEVO del artista y en una edición especial que sale a la venta posteriormente en España. Durante el año fue junto a Mónica Cruz y Rafael Amargo integrante del jurado de Top Dance, talent de baile de Antena 3.
Bustamante grabó también diversas colaboraciones: con Juan Gabriel en «Luna llena» (tema incluido en el penúltimo disco de la carrera del mexicano), con Anahí de Rebelde en «La puerta de Alcalá» (versión incluida en Inesperado), con Jorge Muñiz en un dúo incluido en Azulejos: Volumen Dos y con Samo (ex-componente del grupo Camila). Asimismo interpretó el nuevo tema principal de la serie Amar es para siempre de Antena 3, canción para la cual se graba posteriormente un videoclip. En esta ficción ejerce de actor durante dos episodios interpretando a un trabajador que sueña ser artista en claro homenaje a su trayectoria vital y profesional. Tiempo después realizó diversos viajes promocionales a México y grabó su participación en los documentales de OT: El Reencuentro retransmitidos posteriormente por TVE. En otoño participó en el concierto aniversario de Operación Triunfo en el Palau Sant Jordi de Barcelona e inició su gira de conciertos española y mexicana. Participó como artista invitado en la semifinal de La voz junto a David Bisbal o Morat.
En 2017 continuó su gira a lo largo de 35 conciertos. Actuó en escenarios como el Palacio de Deportes - WiZink Center de Madrid. También fue uno de los cantantes de Fantastic Dúo, programa de La 1 en el que resultó ganador de la segunda gala interpretando el tema «Historia de un amor». Durante el mismo año participó en el proyecto Sonrisas de Aldeas Infantiles como uno de los intérpretes de la canción «Tu sonrisa» compuesta por Manu Guix. Durante el verano lanzó «Lo pide el alma», una canción optimista y veraniega de género pop tropical. En otoño continuó con su gira iniciada el año anterior y participó en el concierto Vive Dial en beneficio de la Fundación Aladina. Más adelante fue jurado en dos galas de Operación Triunfo 2017 (la primera y la sexta).

### 2018-2020:Héroes en tiempos de guerra
En 2018 el cantante preparó su décimo álbum, finalizó su anterior gira con más de veinte conciertos, actuó con Ana Guerra en el concierto Caminando Juntos en el Estadio Santiago Bernabéu y fichó por la primera edición de Bailando con las estrellas, emitido desde mayo en La 1 de TVE. En julio de 2018, él y su compañera de baile, Yana Olina, fueron proclamados vencedores de la primera edición del programa.
En 2019 fue asesor de Luis Fonsi en el concurso La Voz en Antena 3 y presentó su disco Héroes en tiempos de guerra. El primer sencillo se titula «Héroes» y el segundo es la bachata «Desde que te vi» a dúo con Ana Guerra. El disco incluye canciones compuestas por Luis Fonsi, Paty Cantú o el propio Bustamante. Durante el año realizó la gira de presentación de su décimo álbum, ejerció de asesor de Pablo López en La voz Senior (Antena 3) y actuó junto a otros artistas en el Concierto por la Paz celebrado en el Estadio Wanda Metropolitano de Madrid.
Héroes en tiempos de guerra entró al número 1 de la lista oficial de ventas en España.
En 2020 ejerció de coach en La voz Senior de Antena 3 (posición que ocupa en los dos siguientes años) y de colaborador en Como sapiens de La 1.

### 2021-2023:Veinte años y un destino
En 2021 fue concursante del talent show televisivo El desafío en Antena 3 y presentó una nueva versión de «Dos hombres y un destino» como sencillo de su recopilatorio Veinte años y un destino (un repaso a sus años de carrera en su 20 aniversario con un disco de grandes éxitos nuevamente grabados tanto vocal como instrumentalmente). La producción es realizada por Jacobo Calderón, productor y compositor nominado al Grammy y al Grammy Latino. Participan en el álbum en dúos con el cantante sus amigos Pastora Soler, Pablo López y Antonio Orozco. Meses después de su lanzamiento, Veinte años y un destino fue editado en edición vinilo, siendo la primera producción del cantante en este formato.
Durante el mismo año fue concursante en MasterChef Celebrity en TVE. Bustamante fue finalista al llegar hasta el último programa. Tras el empate en el primer puesto de los duelistas se le otorgó la segunda posición. Por otro lado, inició su andadura en el teatro musical como protagonista de Ghost en Madrid e inició la composición de su siguiente álbum de estudio.
En 2022 volvió a los escenarios para presentar su trabajo Veinte años y un destino con una gira por España.
En verano participó en la segunda edición de La velada del año, un evento de boxeo organizado por Ibai Llanos que fue emitido por Twitch. Se enfrentó a Mister Jagger en lo que fue la pelea estelar del evento. El cantante se vio obligado a abandonar de forma previa al tercer asalto. Con un máximo de audiencia de 3,3 millones de espectadores conectados, la retransmisión representó un récord histórico para la plataforma Twitch.
En 2023, por tercer año consecutivo, continuó realizando funciones del musical Ghost por distintos puntos de la geografía española y siguió durante el verano con la gira aniversario de su carrera musical. Además, fue reportero colaborador de los programas Aquí la Tierra y Ahora o nunca de TVE. A finales de año entró en el estudio para grabar su undécimo álbum.

### 2024-2025:Inéditoy Tu cara me suena
Durante la primavera de 2024 fue concursante de concursante de Tu cara me suena en Antena 3. En julio de 2024 se convierte en ganador de su edición con casi el 50% de los votos del público imitando a Antonio Molina en la gran final.
En otoño de 2024 sale a la venta su undécimo álbum de estudio titulado Inédito con las canciones pop compuestas por el cantante «El día que te vayas», «Hola qué tal», «La Siberiana» y «Calma» como sencillos. El disco completo es producido por Pablo Cebrián (productor de David Bisbal o Manuel Carrasco, entre otros) de la mano de Universal Music y es editado en formato CD, vinilo y digital. El propio Bustamante definió este álbum como su proyecto más personal y ambicioso hasta la fecha, reflejando una nueva etapa artística y una mayor madurez en sus letras.
En 2025 realiza la gira de Inédito, una serie de conciertos por distintas ciudades de España para presentar su álbum. Esta gira apuesta por un formato acústico e íntimo, con un repertorio que mezcla temas nuevos con algunos de los grandes éxitos de su carrera. Durante el mismo año es imagen de diversas marcas.

## Vida personal
El 22 de julio de 2006 se casó con la actriz Paula Echevarría. La pareja contrajo matrimonio en la Basílica de Santa María la Real de Covadonga en Asturias. Su hija, Daniella, nació el 17 de agosto de 2008 en Madrid. El 21 de marzo de 2018 el cantante y la actriz anuncian su divorcio a través de la revista ¡Hola! tras casi doce años de matrimonio.

## Discografía
Álbumes de estudio
- 2002: Bustamante
- 2003: Así soy yo
- 2005: Caricias al alma
- 2006: Pentimento
- 2007: Al filo de la irrealidad
- 2010: A contracorriente
- 2011: Mío
- 2014: Vivir
- 2016: Amor de los dos
- 2019: Héroes en tiempos de guerra
- 2024: Inédito

Álbumes recopilatorios
- 2021: Veinte años y un destino

## Videografía
- 2002: «Además de ti»
- 2002: «El aire que me das»
- 2002: «Dos hombres y un destino»
- 2003: «No soy un supermán»
- 2003: «Devuélveme el aire»
- 2004: «Ni una lágrima más»
- 2004: «Gitanas»
- 2005: «Devuélveme la vida»
- 2005: «Mi manera de amarte»
- 2006: «Por ella»
- 2006: «Bésame»
- 2007: «Al filo de la irrealidad»
- 2008: «Cobarde»
- 2008: «Mi consentida»
- 2009: «Celebra la vida»
- 2009: «La santina»
- 2010: «Abrázame muy fuerte»
- 2010: «A contracorriente»
- 2010: «Amores que van y vienen»
- 2010: «No debió pasar»
- 2010: «Algo así quiero yo»
- 2011: «Como tú ninguna»
- 2011: «Me salvas»
- 2012: «Bandera blanca»
- 2014: «Feliz»
- 2014: «Vivir»
- 2015: «Los amigos»
- 2015: «Castígame»
- 2016: «Como yo te amé»
- 2017: «Lo pide el alma»
- 2017: «Amar es para siempre»
- 2019: «Héroes»
- 2019: «Desde que te vi»
- 2021: «Dos hombres y un destino»
- 2024: «El día que te vayas»
- 2024: «Hola qué tal»
- 2024: «La Siberiana»
- 2024: «Calma»

## Filmografía
Televisión, Internet y cine
Intervenciones destacadas:
- 2001 - 2002: Operación triunfo (TVE). Concursante. Concurso semanal.
- 2002: Triunfomanía (TVE). Él mismo. Programa semanal.
- 2002: Fan Área: Bustamante (Canal OT). Él mismo. Especial documental.
- 2002: Festival de la Canción de Eurovisión 2002 (TVE). Coros. Concurso.
- 2002: OT: En concierto en Sevilla (Taquilla Digital Plus). Él mismo.
- 2002: OT: En concierto en Madrid (TVE). Él mismo.
- 2002: Gala Bustamante y amigos (TVE). Él mismo. Gala de homenaje.
- 2002: OT: La película (Filmax). Él mismo. Película documental.
- 2003: Generación OT (TVE). Él mismo.
- 2003: Generación OT: En concierto (TVE). Él mismo.
- 2004: ¡Qué buena se puso Lola! (RCTV). Cantante. Serie - episódico.
- 2004: Teletón Ecuador (Ecuavisa). Estrella invitada.
- 2004: ¡Despierta América! (Univision). Él mismo. Programa semanal.
- 2004: Operación Eurovisión (TVE). Él mismo. Programa semanal.
- 2004 - 2005: Gitanas (Telemundo). Voz cabecera. Telenovela.
- 2005: Grand Prix (TVE). Padrino. Concurso - episódico.
- 2005: Gente de primera (TVE). Padrino. Concurso - episódico.
- 2007: Mira quién baila: Navidades (TVE). Concursante. Concurso semanal.
- 2008: Super sábado sensacional (Venevisión). Estrella invitada. Programa.
- 2008: Sábado gigante (Univision). Estrella invitada. Programa.
- 2008: No disparen al pianista (La 2). Él mismo. Acústico.
- 2009: Saturday Night Live (Cuatro). Agente. Programa - episódico.
- 2009: Bustamante: uno de los nuestros (Endemol). Él mismo. Serie de Internet y telefonía móvil.
- 2010: Mi cámara y yo: Bustamante (Telemadrid). Él mismo. Programa.
- 2010: Volver con: Bustamante (TVE). Él mismo. Programa.
- 2010: Tu vista favorita: Bustamante (Cuatro). Él mismo. Programa.
- 2010: Cántame una canción (Telecinco). Jurado. Concurso - episódico.
- 2010: La noche de los sueños (Telecinco). Voz cabecera. Programa.
- 2011: La gira (Disney Channel). Cantante. Serie - episódico.
- 2011: Enredados (Tangled) (Walt Disney Pictures). Voz tema central. Película.
- 2012: Usted perdone: Bustamante (Antena 3). Él mismo. Programa.
- 2012 - 2013: El número uno (Antena 3). Jurado. Dos ediciones. Concurso semanal.
- 2012: Tu cara me suena (Antena 3). Jurado. Concurso - episódico.
- 2013: Bustamante Concierto por Twitter (Bausch + Lomb Iberia). Online.
- 2013: Gala de la reina del Carnaval (La 2). Presentador. Gala.
- 2013: Tu cara más solidaria (Antena 3). Jurado. Concurso - episódico.
- 2014: Mira quién va a Eurovisión (TVE). Jurado. Gala especial.
- 2014: ¡Qué tiempo tan feliz! (Telecinco). Él mismo. Programa homenaje.
- 2014: Tu cara me suena Mini (Antena 3). Jurado. Concurso - episódicos.
- 2014: Gala Bustamante, Vivir (TVE). Él mismo. Gala especial de Nochebuena.
- 2014 - 2015: Fuera de clase (TVE). Presentador. Programa infantil.
- 2015: Hit: la canción (TVE). Intérprete canciones. Concurso - episódico.
- 2015: Gala 25 años emocionando (Antena 3). Él mismo. Gala aniversario.
- 2015: Planeta Calleja: Bustamante (Cuatro). Invitado. Programa.
- 2015: Insuperables (TVE). Jurado. Concurso - episódico.
- 2016: Top Dance (Antena 3). Jurado. Concurso.
- 2016: ¡Eso lo hago yo! (laSexta). Jurado. Concurso.
- 2016: 1, 2, 3... hipnotízame (Antena 3). Concursante.
- 2016: Mi casa es la tuya: Bustamante (Telecinco). Él mismo. Programa.
- 2016: Amar es para siempre (Antena 3). David Benavente. Serie - episódicos.
- 2016 - 2019: Amar es para siempre (Antena 3). Voz cabecera. Serie.
- 2016: OT: El Reencuentro (TVE). Él mismo. Serie de tres documentales.
- 2016: OT: El Reencuentro en concierto (TVE). Él mismo.
- 2016: Lo mejor de OT (TVE). Él mismo. Serie de dos especiales recordatorios.
- 2016: El mago Pop: 48 horas con Bustamante (DMAX). Él mismo. Programa.
- 2017: Trabajo temporal: Bustamante (TVE). Él mismo.
- 2017: El Acabose: Bustamante (TVE). Él mismo. Programa.
- 2017: Fantastic Duo (TVE). Intérprete canciones. Concurso.
- 2017: Operación triunfo (TVE). Jurado. Concurso - episódicos.
- 2018: Bailando con las estrellas (TVE). Concursante. Concurso.
- 2018: OT: Concierto Bernabéu (TVE). Él mismo.
- 2019: La voz (Antena 3). Asesor de Luis Fonsi. Concurso.
- 2019: La voz Senior (Antena 3). Asesor de Pablo López. Concurso.
- 2020: Como sapiens (TVE). Reportero colaborador. Programa diario.
- 2020-presente: La voz Senior (Antena 3). Coach. Concurso.
- 2021: El desafío (Antena 3). Concursante.
- 2021: Family Feud: La batalla de los famosos (Antena 3). Concursante. Concurso - episódico.
- 2021: MasterChef Celebrity (TVE). Concursante.
- 2021: HIT (TVE). Él mismo. Serie de televisión.
- 2022: La Velada del Año: David Bustamante vs Míster Jägger (Twitch). Boxeador. Combate de boxeo.
- 2022: Somos música: David Bustamante y las canciones de su vida (Canal Sur). Él mismo. Programa homenaje.
- 2022: Aquí la Tierra (TVE). Reportero colaborador. Programa diario - episódicos.
- 2023: Ahora o nunca (TVE). Reportero colaborador. Programa diario - episódicos.
- 2023: Diez Momentos: David Bustamante (Telemadrid). Él mismo. Programa dedicado.
- 2024: El camino a casa: David Bustamante (La Sexta). Él mismo. Programa dedicado.
- 2024: Tu cara me suena (Antena 3). Concursante. Concurso semanal.
- 2024: Mask Singer: Adivina quién canta (Antena 3). Invitado. Concurso - episódico.

## Teatro
- 2021 - 2024: Ghost en Madrid, en Barcelona y en gira por España.

## Publicidad
Bustamante ha protagonizado diversas campañas publicitarias para organismos públicos, asociaciones sin ánimo de lucro y marcas comerciales.

Desde 2015 es embajador honorífico de su localidad natal San Vicente de la Barquera y embajador de Land Rover y Jaguar en España. Bustamante es también embajador solidario del Síndrome de Lowe.
Desde 2011 el cantante ha incursionado en la industria de los perfumes. Junto a la empresa barcelonesa de fragancias Puig ha presentado Muy mío (2011), Muy mío Sport (2012), Muy mía (2012), Esencia azul (2013), Esencia azul Ella (2013), Esencia in Black (2015), Esencia in Blue (2017), Muy mio Intenso: Fan edition (2018), Muy mio Night (2020), Muy mio Origen (2022), Muy mio Gold (2023), Muy mio Power (2024) y Muy mio Extreme (2025). 

## Giras
- 2002: Gira Operación Triunfo
- 2002: Gira Bustamante y Verónica
- 2002: Gira Bustamante
- 2003: Gira Generación OT
- 2004: Gira Promoción en Latinoamérica
- 2004: Gira Así soy yo
- 2005: Gira Caricias al alma
- 2005: Gira Promoción en Latinoamérica
- 2006: Gira Pentimento
- 2008: Gira Al filo de la irrealidad
- 2008: Gira Promoción en Centroamérica
- 2009: Gira Al filo de la irrealidad II
- 2009: Gira Promoción en Latinoamérica
- 2010: Gira de teatros A contracorriente
- 2010: Gira A Contracorriente
- 2011: Gira de teatros A contracorriente II
- 2011: Gira A contracorriente II
- 2012: Gira de teatros Mío
- 2012: Gira Mío
- 2013: Gira Más mío. Police Tour
- 2014 - 2015: Gira Vivir en Concierto
- 2016: Gira Promoción en Latinoamérica
- 2016 - 2018: Gira Amor de los dos
- 2019: Gira Héroes
- 2022 - 2023: Gira Veinte años y un destino
- 2024: Gira El Día que te vayas
- 2024 - 2025: Gira Inédito

## Premios y nominaciones
David Bustamante ha ganado cuatro premios Cadena Dial (España), dos premios Orgullosamente Latino de Televisa (México), dos Neox Fan Awards (España), una Orquídea de Diamante (Venezuela), un premio 40 Principales (Ecuador) o un premio de la revista Cosmopolitan (España), entre otros.
También obtuvo una nominación a los premios Juventud de Univision (Estados Unidos).
Desde 2015 el cantante tiene una estrella en el paseo de la fama de Tetuán, en Santander.